# لنا نیمان
لنا نیمان (انگلیسی: Lena Nyman؛ ‏ ۲۳ مهٔ ۱۹۴۴ – ۴ فوریهٔ ۲۰۱۱) بازیگر اهل سوئد بود. وی بین سال‌های ۱۹۵۵ تا ۲۰۰۶ میلادی فعالیت می‌کرد.
از فیلم‌هایی که وی در آن نقش داشته است می‌توان به قاتل ساده‌لوح، پی و بی، سونات پاییزی، من کنجکاوم (زرد) و من کنجکاوم (آبی) اشاره کرد.